# Sully, la formidable histoire du héros de l'Hudson
 (novembre 2017).
Highest Duty: My search for what really matters, appelé Sully, la formidable histoire du « héros de l'Hudson » en français, est une œuvre autobiographique écrite par le commandant de bord Chesley « Sully » Sullenberger en 2009 avec la collaboration de l'auteur Jeffrey Zaslow. Ce livre a inspiré le film du même nom de Clint Eastwood réalisé en 2016.
Le livre parle de divers aspects de la vie du commandant de bord Sully. La première partie du livre est consacrée à l'initiation de Sully à l'aéronautique, au temps qu'il a passé dans l'US Air Force, à la façon dont il a obtenu de l'expérience, ainsi qu'à la rencontre avec sa femme. Un chapitre entier est consacré à ses deux filles, Kate et Kelly, qu'ils ont adoptées. Puis, le pilote aborde les évènements du vol US Airways 1549 du 15 janvier 2009 : à savoir l'amerrissage réussi sur le fleuve Hudson de l'Airbus A320 qu'il pilotait après la perte de deux réacteurs lors d'une collision avec des oiseaux.